# Cabildo de Jujuy

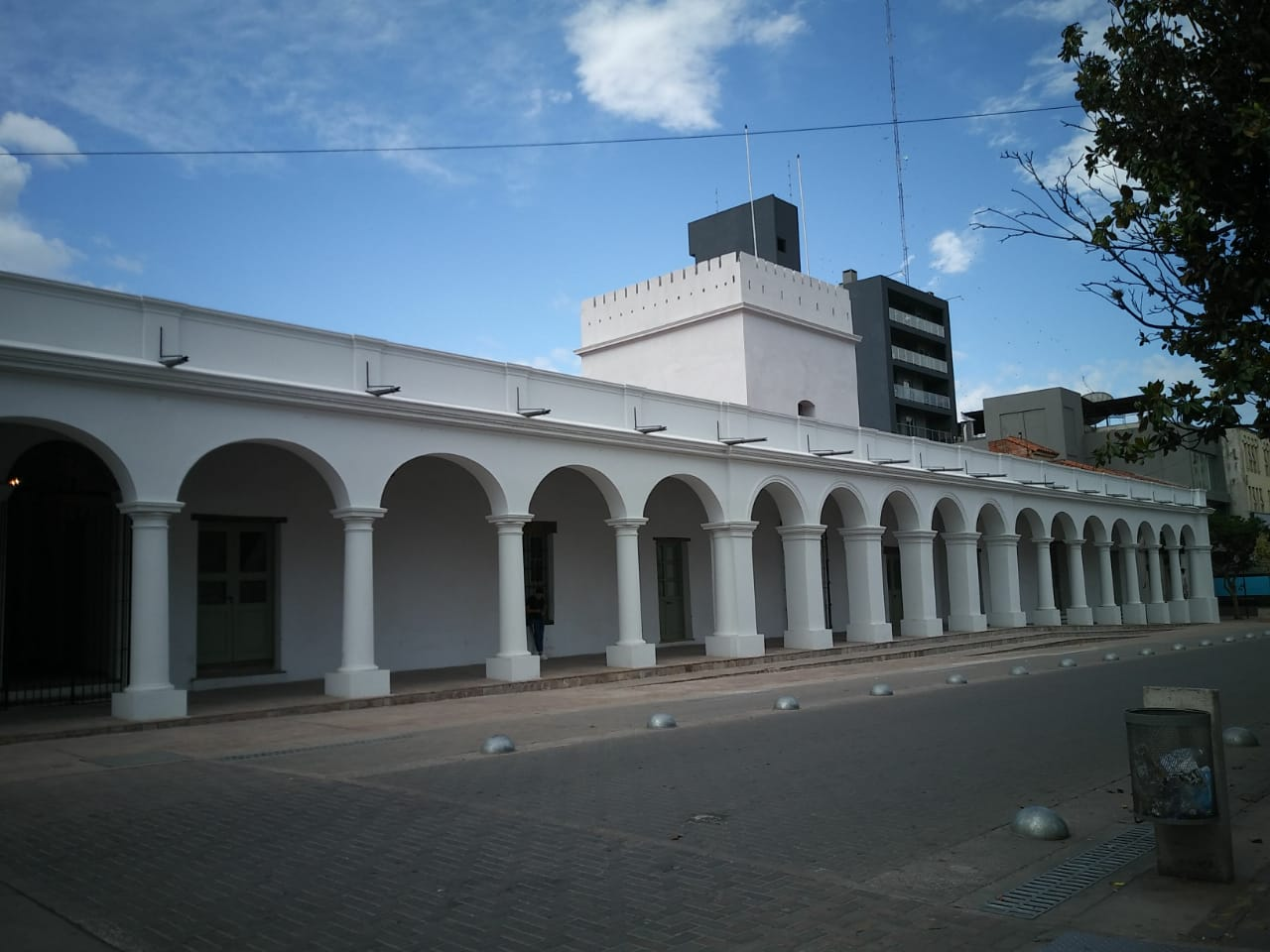
Fotografía del Cabildo de Jujuy en 2019

El Cabildo de Jujuy es un cabildo fundado el 19 de abril de 1593 en la provincia argentina de Jujuy. Fue el lugar donde el 25 de mayo de 1812, Manuel Belgrano enseñó la Bandera Nacional al pueblo y al ejército. Fue deteriorado por el terremoto de Jujuy de 1863,  empezando su reconstrucción en 1864 y concluido tres años más tarde en 1867. El 14 de julio de 1941 fue declarado Monumento Histórico Nacional por Decreto N° 95687.
En el 2024 fue puesta en valor todo el antiguo edificio. En  la manzana del Cabildo, se construyó un  Centro Cultural con 3 salones para actividades y un edificio para el Archivo Capitular y mediateca, vinculados con espacios públicos: la Plaza de la Memoria, el Muro de las Batallas , un Café del Cabildo, oficinas e instalaciones.

## Historia
El conquistador español Francisco de Argañarás y Murguía, junto con su hueste, encontró la zona en donde más tarde fundaría la ciudad el 16 de abril de 1593. El día siguiente, Argañarás elige a Rodrigo Pereyra como escribano, funda el archivo de la ciudad y la apertura del libro del Cabildo. El 19 de abril del mismo año, Argañarás funda la ciudad San Salvador de Velazco (futura San Salvador de Jujuy) y eligió a los miembros del Cabildo. No se sabe la fecha exacta de la edificación del cabildo debido a pérdida de archivos, pero sí se sabe que, poco después de la fundación, Argañarás pidió «que el Cabildo lo edificasen lo más breve que pudieran». Luego se informó que la ciudad se «ha puesto y [se han] señalado casas de Cabildo y cárcel».
El 25 de mayo de 1812, Manuel Belgrano presentó la entonces recién creada Bandera Nacional al pueblo y al ejército, dentro del Cabildo de Jujuy. El 25 de mayo del siguiente año, Belgrano da al cabildo jujeño la Bandera Nacional de Nuestra Libertad Civil, como símbolo de gratitud.
En 1821 el cabildo empezó a caer en un declive, tras Bernardino Rivadavia haber abolido al Cabildo de Buenos Aires
A comienzos de 1825, Juan Antonio Álvarez de Arenales, el entonces gobernador de Salta, le envió a la legislatura un proyecto de ley para transferir el edificio e intentar terminar así con los privilegios que tuvo el cabildo desde la colonia, para "modernizar" al estado. El 9 de febrero de 1825, la sala de representantes de la provincia acepta el proyecto y, acto seguido, es reglamentado por Arenales y se entregó la edificación del cabildo al Departamento de Policía de Jujuy.
El 18 de noviembre de 1834 se realizó, en este Cabildo, el Acta de la Autonomía Política para independizarse de Salta.
El 18 de diciembre de 1837, Pablo Alemán, gobernador de Jujuy, decretó la invalidación del Cabildo y Regimiento de la ciudad de San Salvador de Jujuy. Este entró en vigor el 1 de enero de 1838, siendo así el último cabildo argentino en ser abolido. Desde entonces, funcionó como cárcel, como regimiento de guardia urbana y como casa de gobierno provisoria.
El 15 de enero de 1863, por un terremoto, el cabildo fue sufrió graves daños, pero se emprendió su reconstrucción en abril de 1863, habiendo estado avanzado ya en 1864 y concluido tres años más tarde en 1867. Este terremoto también causó el derrumbamiento de otros edificios.
El 14 de julio de 1941 fue declarado Monumento Histórico Nacional por Decreto N° 95 687.

## Museo del Cabildo de Jujuy y Centro Cultural
Desde 2012, año del Bicentenario del Éxodo Jujeño, se plantea una restauración y puesta en valor del Histórico Cabildo Histórico de Jujuy . En junio de 2021 se inician las obras —a cargo de la Dirección General de Arquitectura del Ministerio de Infraestructura, Servicios Públicos, Tierra y Vivienda (MISPTyV)—, del proyecto «Cabildo II» (nombre completo, «Recuperación y Puesta en Valor del Cabildo Histórico de Jujuy»).En el edificio original se plantea instalar «el museo en donde se contará toda la historia de la provincia de Jujuy».Se toma además 3/4 de la manzana del Cabildo y se habilita un espacio abierto con espejos de agua y un grupo escultórico del Éxodo del Pueblo Jujeño, denominado Plaza de la Memoria. Se instala un Muro de las Batallas en granito conmemorativo de las batallas por la Independencia habidas en Jujuy desde 1810 y tres salones de uso público para Centro Cultural: el Salón Belgrano, el Salón Pachamama y el Salón del Éxodo. También se da lugar al Archivo Capitular, una mediateca, oficinas, instalaciones sanitarias y un espacio gastronómico de piso y paredes vidriados donde funciona el Café del Cabildo. Este proyecto, se ejecutó e inauguró oficialmente el 23 de agosto del año 2024 , se hicieron demoliciones del anterior cuartel de bomberos y dependencias policiales anexas, «[...] las demoliciones tuvieron en cuenta las características arquitectónicas que deben preservarse [...]».
El  conjunto arquitectónico se denomina "Centro Cultural y Museo del Cabildo de Jujuy" y está pensado para ser un lugar cultural e histórico a la vez.